# 老街子站
老街子站是位于云南省屏边苗族自治县和平镇的一个铁路车站，邮政编码661202。车站建于1910年，有昆河铁路经过该站，现已废弃，不办理客货运业务，车站及其上下行区间均未电气化。车站距离昆明北站359公里，隶属昆明铁路局，是五等站。